# Xylocopa isabelleae
Xylocopa isabelleae är en biart som beskrevs av Hurd 1959. Xylocopa isabelleae ingår i släktet snickarbin, och familjen långtungebin. Inga underarter finns listade i Catalogue of Life.